# Liste der brasilianischen Botschafter in Finnland

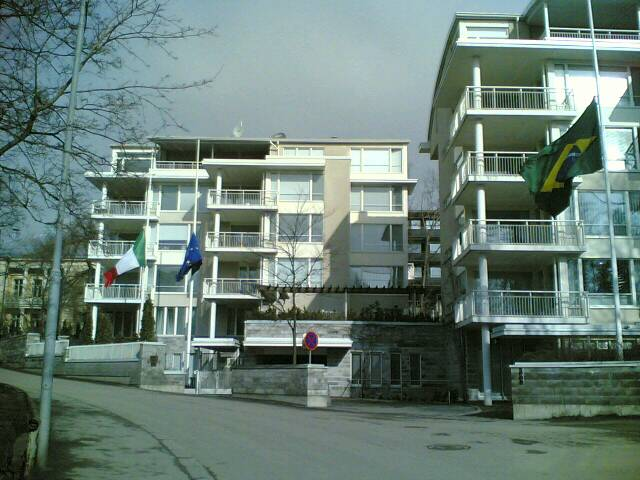
Brasilianische Botschaft, Itäinen Puistotie 4 Helsinki.

Liste der brasilianischen Botschafter in Finnland

## Botschafter
| Ernannt / Akkreditiert | Name                                    | Bemerkungen | ernannt von               | akkreditiert bei            | Posten verlassen |
| ---------------------- | --------------------------------------- | --- | ------------------------- | --------------------------- | ---------------- |
| 1934                   | Temistocles da Graça Aranha             | Geschäftsträger | Getúlio Dornelles Vargas  | Pehr Evind Svinhufvud       | 1937             |
| 1937                   | Argeu de Segadas Machado Guimarães      | Geschäftsträger | Getúlio Dornelles Vargas  | Kyösti Kallio               | 1938             |
| 26. Jan. 1938          | Gilberto Amado                          | außerordentlicher Gesandter und Ministre plénipotentiaire                                                                                           | Getúlio Dornelles Vargas  | Kyösti Kallio               | 30. Dez. 1939    |
| 1939                   | Paulo de Sousa Dantas                   | Geschäftsträger | Getúlio Dornelles Vargas  | Kyösti Kallio               | 1945             |
| 18. Feb. 1945          | Carlos Maximiano de Figueiredo          | außerordentlicher Gesandter und Ministre plénipotentiaire                                                                                           | José Linhares             | Carl Gustaf Emil Mannerheim | 7. Juni 1950     |
| 1950                   | Paulo da Costa Franco                   | Geschäftsträger | Eurico Gaspar Dutra       | Juho Kusti Paasikivi        |                  |
| 13. Juni 1950          | Vasco Tristão Leitão da Cunha           | außerordentlicher Gesandter und Ministre plénipotentiaire                                                                                           | Eurico Gaspar Dutra       | Juho Kusti Paasikivi        | 3. Jan. 1952     |
| 1952                   | Paulo da Ccsta Franco                   | Geschäftsträger | Getúlio Dornelles Vargas  | Juho Kusti Paasikivi        |                  |
| 9. März 1952           | Jorge Latour                            | außerordentlicher Gesandter und Ministre plénipotentiaire                                                                                           | Getúlio Dornelles Vargas  | Juho Kusti Paasikivi        | 29. Juni 1954    |
| 1954                   | Carlcs dos Santos Veras                 | Geschäftsträger | João Café Filho           | Juho Kusti Paasikivi        |                  |
| 23. Juli 1954          | Roberto Mendes Goncalves                | außerordentlicher Gesandter und Ministre plénipotentiaire                                                                                           | João Café Filho           | Juho Kusti Paasikivi        | 15. Mai 1955     |
| 1955                   | Manuel Baptista Peixoto de Magalhâes    | Geschäftsträger | Nereu Ramos               | Juho Kusti Paasikivi        |                  |
| 4. Juli 1955           | José Jobim                              | außerordentlicher Gesandter und Ministre plénipotentiaire                                                                                           | Nereu Ramos               | Juho Kusti Paasikivi        | 1. Nov. 1957     |
| 1957                   | Modestino Deloy Gibbon                  | Geschäftsträger | Juscelino Kubitschek      | Urho Kekkonen               | 1958             |
| 1958                   | Paulo Frassinettl Pinto                 | Geschäftsträger | Juscelino Kubitschek      | Urho Kekkonen               |                  |
| 1958                   | Antônio Arruda Câmara Filho             | Geschäftsträger | Juscelino Kubitschek      | Urho Kekkonen               | 1959             |
| 29. Aug. 1959          | Jorge Olinto de Oliveira                | | Juscelino Kubitschek      | Urho Kekkonen               | 12. März 1960    |
| 1960                   | António Arruda Câmara Filho             | Geschäftsträger | Juscelino Kubitschek      | Urho Kekkonen               | 1961             |
| 22. Jan. 1961          | Ruy Pinheiro Guimarães                  | | Jânio Quadros             | Urho Kekkonen               | 3. März 1964     |
| 1964                   | António Arruda Câmara Filho             | Geschäftsträger | Pascoal Ranieri Mazzilli  | Urho Kekkonen               | 1965             |
| 17. Jan. 1965          | Vicente Paulo Gatti                     | | Humberto Castelo Branco   | Urho Kekkonen               | 9. Juli 1967     |
| 1957                   | Galba Samuel Santos                     | Geschäftsträger | Juscelino Kubitschek      | Urho Kekkonen               |                  |
| 18. Juli 1967          | Hygas Chagas Pereira                    | | Artur da Costa e Silva    | Urho Kekkonen               | 30. Nov. 1969    |
| 1969                   | Danilo Adão Mayr                        | Geschäftsträger | Aurélio de Lira Tavares   | Urho Kekkonen               |                  |
| 2. Dez. 1969           | Carlos Jacyntho de Barros               | | Aurélio de Lira Tavares   | Urho Kekkonen               | 20. Apr. 1973    |
| 1. Jan. 1975           | Alberto Raposo Lopes                    | | Ernesto Geisel            | Urho Kekkonen               | 27. Aug. 1975    |
| 28. Aug. 1975          | Sérgio Resende Carneiro de Lacerda      | Geschäftsträger | Ernesto Geisel            | Urho Kekkonen               | 4. Dez. 1975     |
| 5. Dez. 1975           | Alberto Raposo Lopes                    | | Ernesto Geisel            | Urho Kekkonen               | 31. Dez. 1975    |
| 1. Sep. 1987           | Carlos Luzil de Hildebrandt             | | Tancredo Neves            | Mauno Koivisto              |                  |
| 1988                   | Octávlo Rainho da Silva Neves           | | Tancredo Neves            | Mauno Koivisto              |                  |
| 1998                   | José Olympio Rache de Almeida           | | Fernando Henrique Cardoso | Martti Ahtisaari            |                  |
| 30. Dez. 1998          | Bernardo de Azevedo Brito               | | Fernando Henrique Cardoso | Martti Ahtisaari            |                  |
| 18. Okt. 2000          | Luiz Henrique Pereira da Fonseca        | (* 1945) 1990: Botschafter in Lissabon, Botschafter in San Salvador, 2005 Dean of the Diplomatic Corps in Helsinki, 2010: Generalkonsul in Mailand. | Fernando Henrique Cardoso | Tarja Halonen               | 7. Dez. 2005     |
| 29. Dez. 2006          | Norton de Andrade Mello Rapesta         | | Luiz Inácio Lula da Silva | Tarja Halonen               |                  |
| 19. März 2015          | Antonio Francisco da Costa e Silva Neto | 8. Feb. 2011: Botschafter in Kingston Jamaika | Dilma Rousseff            | Sauli Niinistö              |                  |